# Basilica di Sant'Anna (Altötting)
La basilica di Sant'Anna (in tedesco: basilica St. Anna) è il principale luogo di culto di Altötting, in Baviera, nel territorio della diocesi di Passavia. È la più grande chiesa eretta in Germania nel XX secolo ed è situata presso il convento dei Cappuccini, sulla Bruder-Konrad-Platz.
Nel 1913 papa Pio X la elevò al rango di basilica minore.

## Storia
Già nel XVII secolo, nel luogo che per un miracolo accaduto in passato era mèta di pellegrinaggi, furono gettate le fondamenta per la costruzione di una cupola di 60 m di altezza, secondo i disegni di Enrico Zuccalli, le cui basi erano state poste per disposizione di Massimiliano I, elettore di Baviera. Le possenti fondamenta vennero scoperte negli anni 1980 a seguito degli scavi per la costruzione di un parcheggio sotterraneo. Un modello della costruzione si trova ora nel museo locale di Altötting.
Con il collegamento della città alla rete ferroviaria, avvenuto alla fine del XIX secolo, il numero di pellegrini aumentò notevolmente e la chiesa di allora risultò presto insufficiente a contenerli.
Si pensò quindi in un primo tempo all'ampliamento della chiesa di allora, prima che sotto la reggenza di Ludovico III di Baviera fosse stata promossa dall'Ordine dei Frati Minori Cappuccini la costruzione di un nuovo edificio di culto.
L'attuale basilica venne progettata in stile neobarocco dall'architetto Johann Baptist Schott ispirandosi alla chiesa conventuale di Fürstenfeld. La costruzione venne finanziata con una raccolta di offerte condotta in tutta la Baviera. In due anni e mezzo la costruzione fu completata e il 13 ottobre 1912 venne consacrata dal vescovo di Passavia Sigismund Felix von Ow-Felldorf.

## Descrizione

### Misure e dimensioni
| Parametro                       | Misura        |
| ------------------------------- | ------------- |
| Lunghezza                       | 83 m          |
| Altezza                         | 24 m          |
| Larghezza della navata centrale | 27 m          |
| Capienza massima                | 8.000 persone |

### Esterno

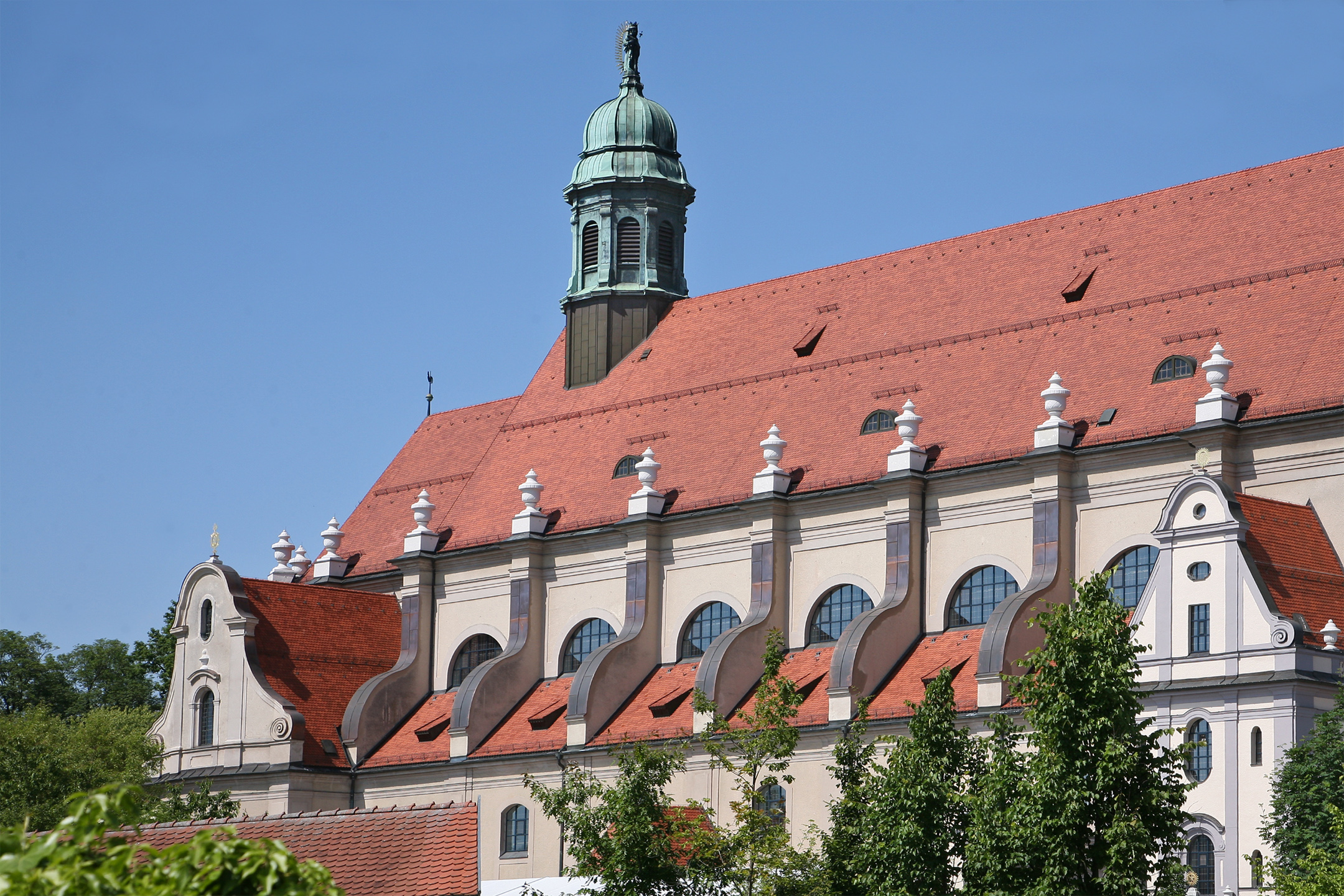
Fianco sinistro e campanile

La facciata della basilica si articola a tre livelli. Il cima al primo livello una balconata ospita le statue, alte parecchi metri, degli antenati di Cristo: Adamo, Abramo, Iesse e Davide. In cima alla facciata vi è un bassorilievo della patrona della chiesa, Sant'Anna con la Madonna e Gesù bambino.
Come Basilica minore, sulla parete esterna, sopra il portale, vi è lo stemma pontificio ma, al contrario di altre basiliche minori, non quello del papa che ha elevato la chiesa a dignità di basilica, bensì quello del papa attuale. Gli stemmi dei papi che hanno preceduto quello corrente, a partire da papa Pio X, e che hanno preceduto sul portale quello del momento, sono allineati all'interno.
Sul tratto terminale del tetto della navata centrale, si trova il campanile. Esso è a pianta ottagonale ed è coperto con una cupola in rame sormontata da una statua della Madonna col Bambino. All'interno della cella campanaria, vi sono due campane in bronzo, opera della fonderia Johann Hahn di Landshut.

### Interno

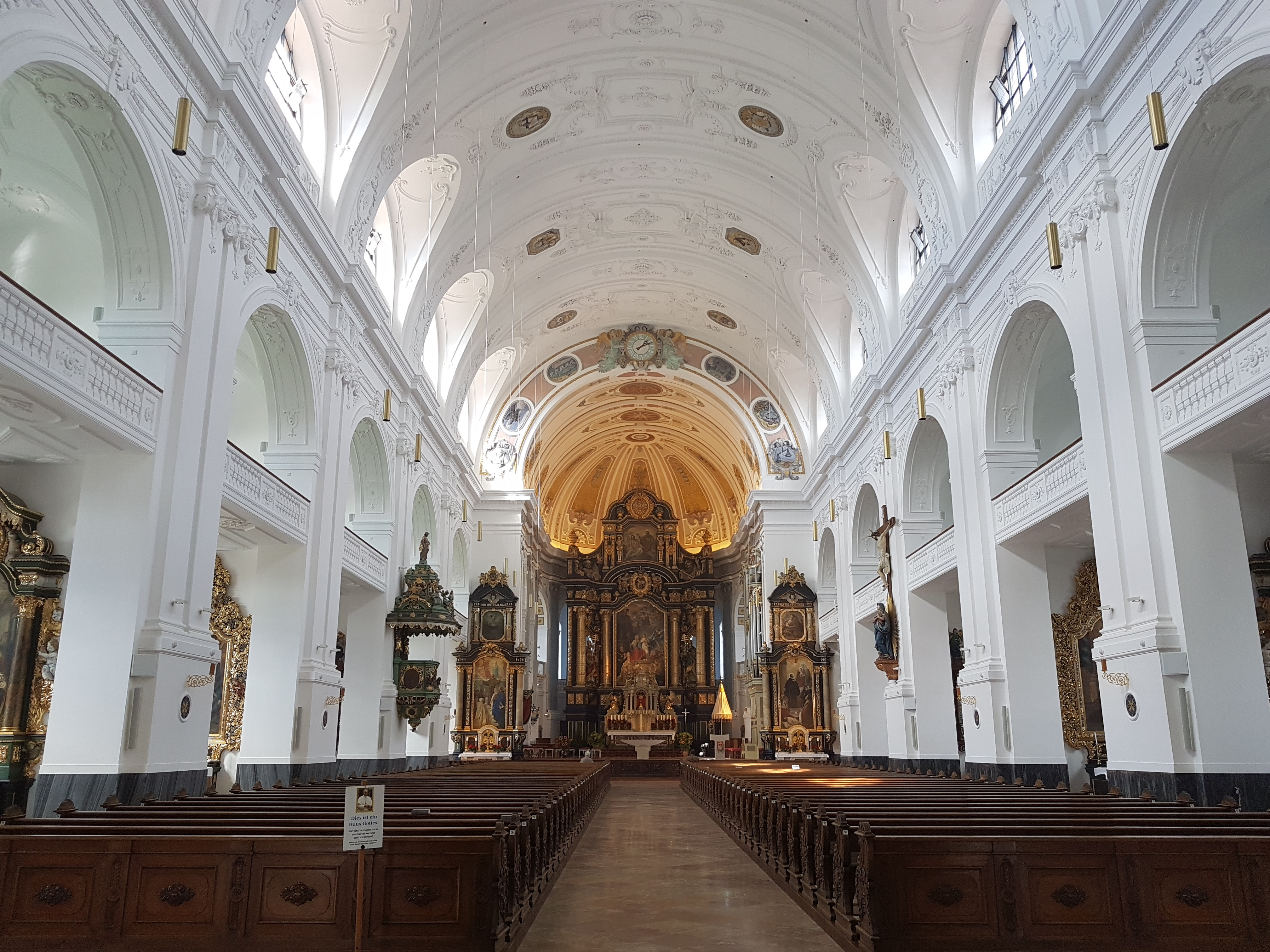
Interno

L'interno della basilica è a navata unica con cappelle laterali, sei per lato, le quali si aprono sulla navata con archi a tutto sesto poggianti su pilastri a pianta rettangolari e decorati con lesene composite lisce.
La navata centrale, più ampia rispetto alle due minori, è coperta con volta a botte lunettata decorata con stucchi e dipinti ed è illuminata su ciascuna delle due pareti laterali da finestre a lunetta. A ridosso del pilastro tra la quarta e la quinta arcata di sinistra, si trova il pregevole pulpito ligneo dipinto, con contrapposta la scultura di un Crocifisso. Le cappelle laterali sono sovrastate dal matroneo e all'interno di ciascuna di esse si trova un altare ligneo.
Nella parete fondale della navata si apre un grande arco a tutto sesto che immette nella profonda abside semicircolare; quest'ultima è anch'essa circondata da un matroneo ed è coperta con volta a botte dipinta. Sul matroneo si aprono delle grandi monofore ad arco che danno luce all'ambiente. L'area presbiterale, delimitata da una balaustra e rialzata di alcuni gradini rispetto al resto della chiesa, ospita, in fondo all'abside, il pregevole altare maggiore barocco. Esso venne finanziato dal principe reggente di Baviera Luitpold, motivo per cui al centro del timpano si trova lo stemma della famiglia Wittelsbach, alla quale appartenevano i sovrani di Baviera. Nella pala, sono raffigurate al centro Sant'Anna e la Madonna.

### Organi a canne

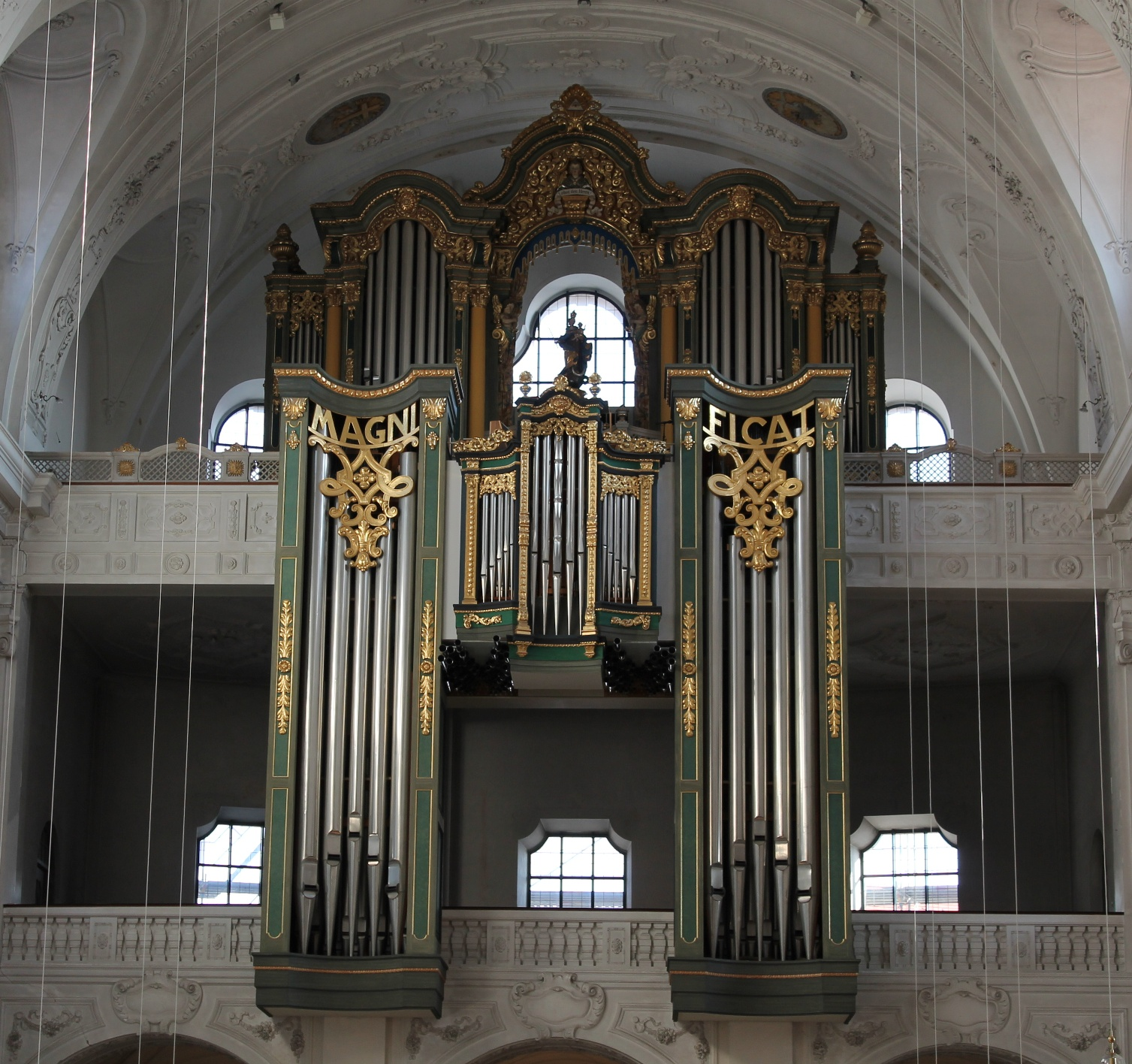
Organo maggiore

In controfacciata, la quale è caratterizzata dalla presenza di una doppia cantoria, si trova l'organo a canne principale della chiesa, costruito nel 1973 dalla ditta organaria Schmid Orgelbau. Lo strumento si compone di 86 registri e la sua consolle ha cinque tastiere e pedaliera.
Nella chiesa si trova anche un secondo organo a canne, costruito nel 1972 dall'organaro Ludwig Wastlhuber per l'accompagnamento musicale durante le liturgie. Esso è situato lungo la parete destra dell'abside ha 26 registri suddivisi su due tastiere e pedaliera.